# Val Marie
Val Marie es un pueblo canadiense situado en la provincia de Saskatchewan.

## Superficie
Val Marie tiene una superficie de 0,43 km².

## Demografía
En 2021, tenía 120 habitantes, una densidad poblacional de 276,3 hab./km², y 86 viviendas.